# Aia (Baskenland)
Aia (spanisch Aya) ist ein Dorf und eine Gemeinde in der Provinz Gipuzkoa in der spanischen Autonomen Gemeinschaft Baskenland mit 2.141 Einwohnern (Stand: 2024). Die Gemeinde besteht neben dem Hauptort Aia aus den Ortschaften Altzola, Andatza, Arratola Aldea, Arrutiegia, Elkano, Etxetaballa, Iruretaegia, Kurpidea, Laurgain, Olaskoegia, Santio Erreka und Urdaneta. 

## Geographie
Aia liegt im Norden der iberischen Halbinsel etwa 25 Kilometer westsüdwestlich von Donostia-San Sebastián und etwa 85 Kilometer östlich von Bilbao. Der Río Oria begrenzt die Gemeinde im Nordosten. 
Das Klima ist wegen der Nähe zur Küste noch stark vom Seeklima mit gemäßigten Sommern und milden Wintern geprägt.

## Bevölkerungsentwicklung
| Jahr      | 1970 | 1981 | 1991 | 2001 | 2011 | 2021 |
| Einwohner | 2381 | 1930 | 1681 | 1650 | 2002 | 2056 |

## Sehenswürdigkeiten
- Naturpark von Pagoeta
- Höhle von Altxerri, im Paläolithikum genutzte Höhle
- Stefanskirche in Aia
- Michaeliskirche in Laurgain
- Jakobuskapelle
- Botanischer Garten von Iturraran

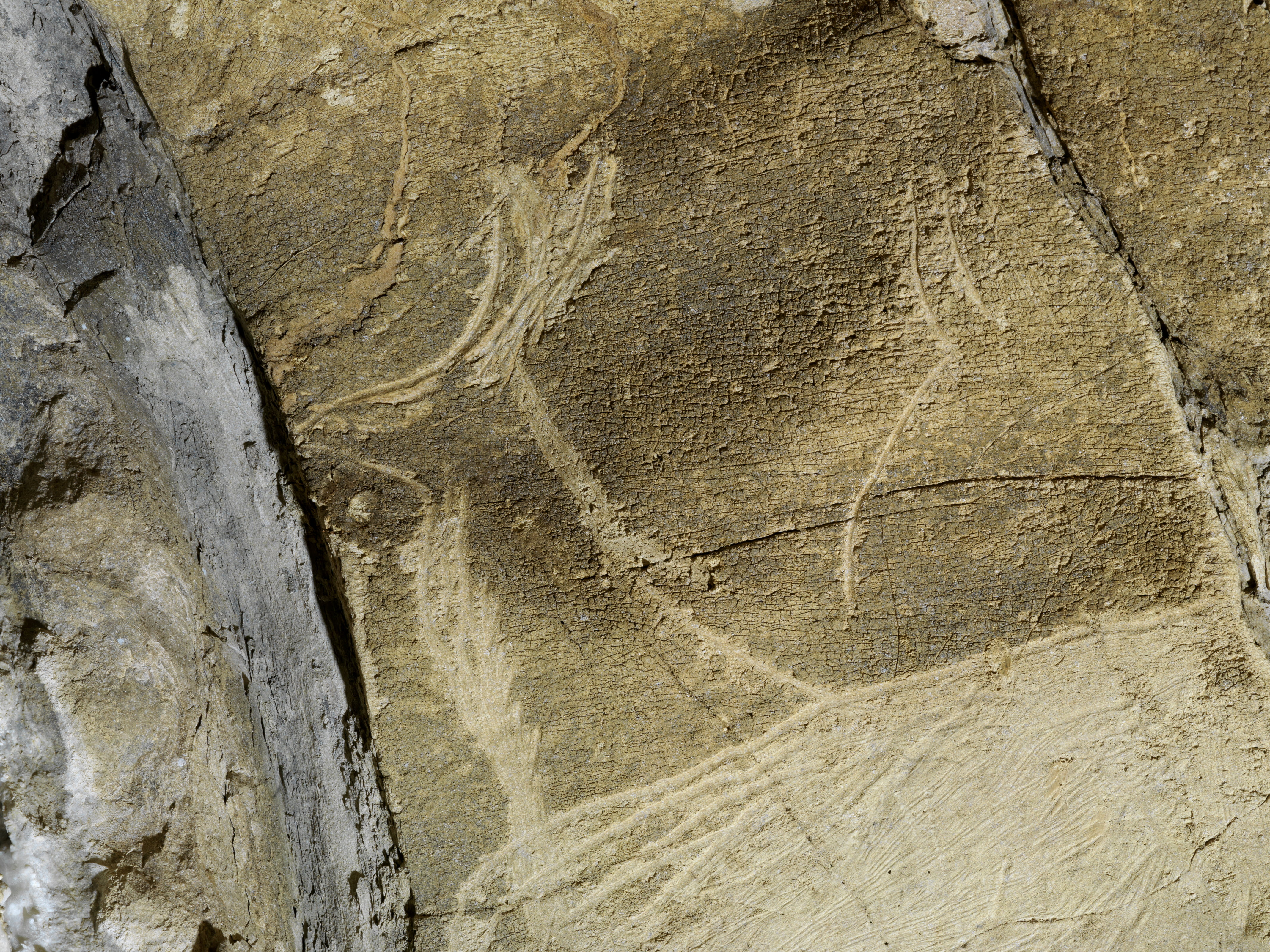
Höhlenkunst in der Höhle von Altxerri
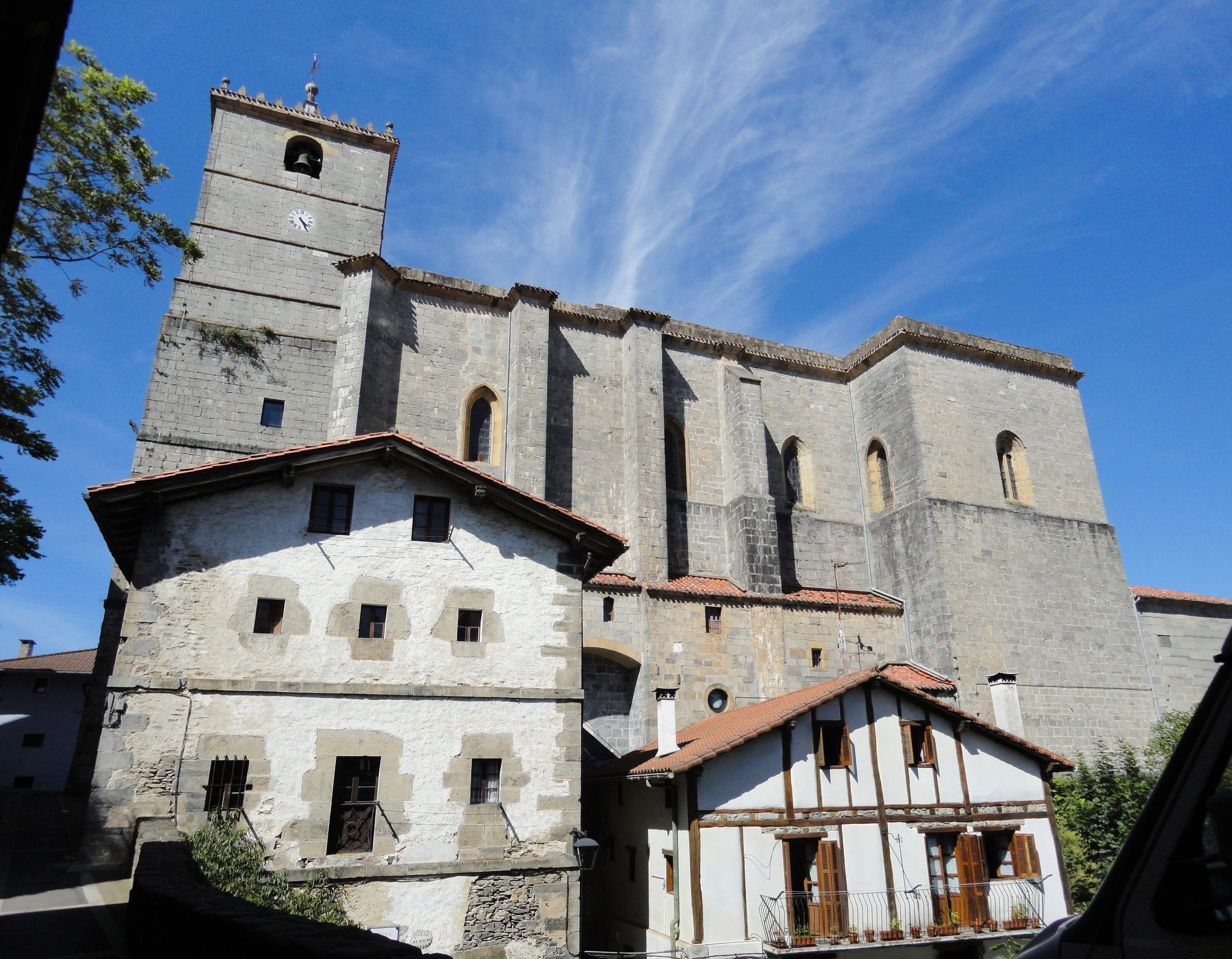
Stefanskirche
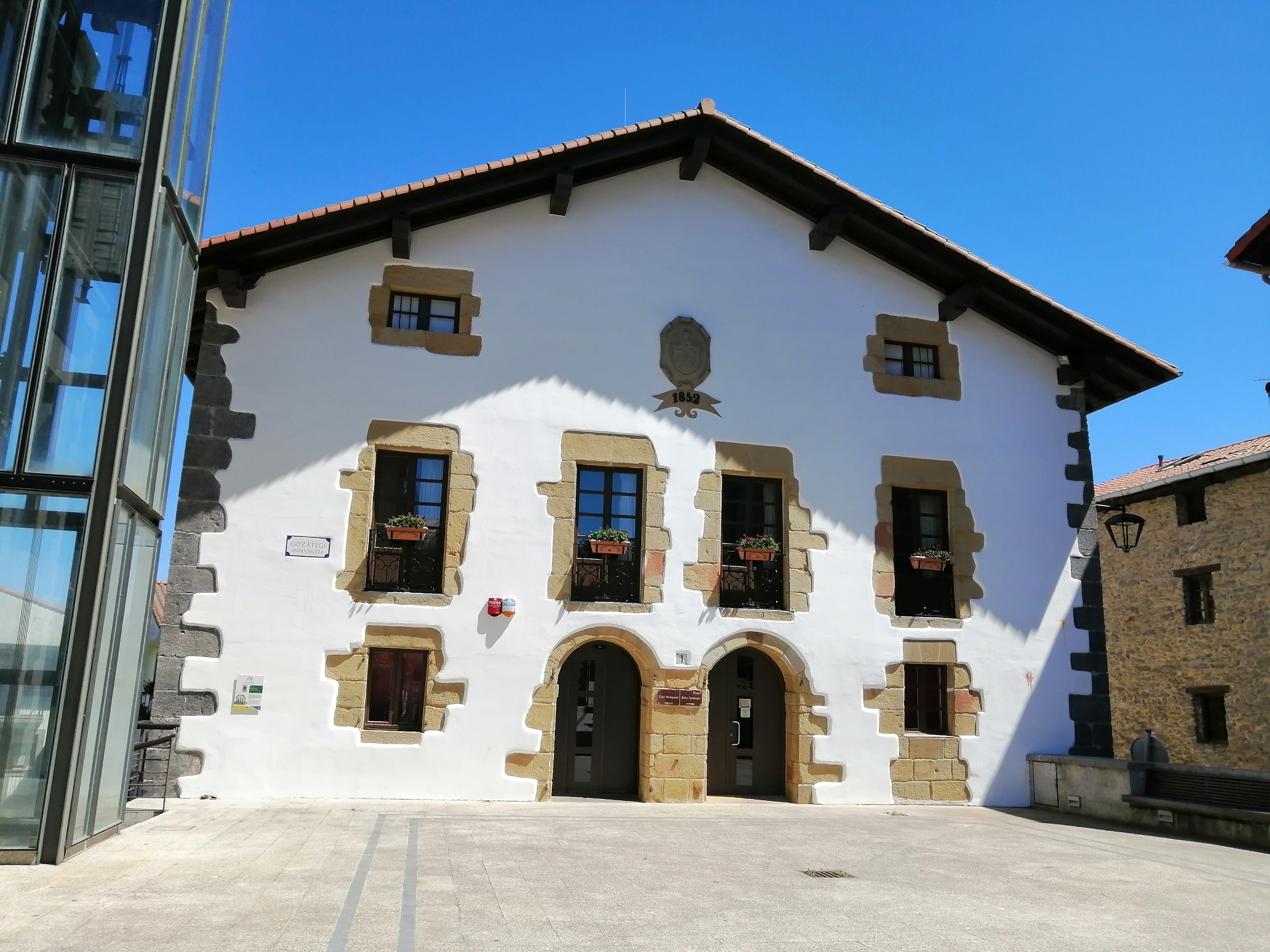
Rathaus

## Söhne und Töchter der Stadt
- José Joaquín de Arrillaga (1750–1814), Gouverneur von Kalifornien
- Joseba Agirre Oliden (* 1977), Fußballspieler